# Символы из Цзяху

Пример «письменности Цзяху»

«Символы из Цзяху́» (кит. упр. 贾湖契刻符号, пиньинь Jiǎhú qìkè fúhào) — условный термин, относящийся к 16 последовательностям знаков (пиктограмм) на черепашьих панцирях, найденных в Цзяху (китайская провинция Хэнань). Такие панцири в позднейшем Китае использовались для гадания (см. цзягувэнь). Артефакты относятся к неолитической культуре Пэйлиган (около 6600 — 6200 гг. до н. э.). 
Ли Сюэцинь и ряд других китайских исследователей видят в символах из Цзяху протописьмо (наподобие символов Винчи). Некоторые знаки Цзяху внешне напоминают современные китайские иероглифы 目 «глаз», 日 «солнце», однако сходство обманчиво, поскольку современные формы происходят от прототипов бронзового века, выглядевших иначе. Группа Ли Сюэциня также не поддерживает наличие преемственности между этими знаками и позднейшим китайским письмом. 
Американский эксперт по раннекитайской письменности Дэвид Кейтли обращает внимание, что неолитические знаки отделяет от первых неоспоримых памятников китайской письменности огромный промежуток в 5 тысячелетий: «Оказалось бы крайне удивительным, если бы они были связаны друг с другом».

## Другие китайские неолитические пиктограммы
- Знаки культуры Яншао (仰韶) — знаки в виде пиктограмм животных и геометрические орнаменты, сохранившиеся на керамических изделиях культуры Яншао. Датируются 5000—3000 годами до нашей эры. В специальной литературе носят название «западные указательные знаки» (西部指事符号)
- Знаки культуры Давэнькоу (大汶口) — знаки в виде пиктограмм, считающиеся началом развития письменности. Датируются 4300—2500 годами до нашей эры. В специальной литературе известны как «восточные изобразительные знаки» (东方象形符号).